# Abel Jordán
Abel Alejandro Jordán Jul (Vigo, 18 de septiembre de 2003) es un atleta español especializado en pruebas de velocidad y vallas. Ganó dos medallas de bronce en el Campeonato de Europa Sub-23 de 2025.

## Trayectoria deportiva
Abel Jordán nació en Vigo en el año 2003. A los 5 meses de nacido se mudó con sus padres a Madrid. Tras tener buenos resultados en la categoría sub-18, decidió irse a estudiar a Estados Unidos en 2022 para poder competir en su liga universitaria.
Tras un primer curso con problemas de adaptación y lesiones, a principios de 2024 consiguió una marca de 6.59 en los 60 metros, récord de España sub-23 y cuarta mejor marca española de todos los tiempos en la distancia. En verano consiguió la victoria en el campeonato de la conferencia Big West con una marca de 10.19, la sexta mejor marca española de todos los tiempos. Gracias a sus marcas entró en el equipo del relevo 4 × 100 m que participó en el Campeonato de Europa, donde no lograron pasar a la final.
Su primera internacionalidad absoluta individual llegó en el Campeonato de Europa en pista cubierta de 2025, donde consiguió el cuarto puesto en los 60 m vallas. También participó en la prueba de 60 m lisos, a la que llegaba con la mejor marca europea de la temporada; sin embargo, se lesionó durante el calentamiento de la semifinal y no pudo alcanzar la final. En verano participó en el relevo 4 × 100 m del Campeonato de Europa por Equipos, donde consiguió la quinta plaza con la segunda mejor marca española de todos los tiempos. En el Campeonato de Europa Sub-23 ganó sendas medallas de bronce en las dos pruebas en que partició, los 100 m y el relevo 4 × 100 m.
Abel Jordán estudia Ingeniería Mecánica en la Universidad Estatal de California, en Fullerton.

## Competiciones internacionales
| Representando a España \| Año \| Competición \| Sede \| Puesto \| Prueba \| Marca \| \| ---- \| -------------------------------------- \| --------- \| ----------------- \| ------------ \| ----------- \| \| 2021 \| Campeonato Europeo Sub-20 \| Tallin \| 11.º (sf.) \| 100 m vallas \| 13.88 \| \| 2024 \| Campeonato de Europa \| Roma \| 10.º (s.) \| 4 × 100 m \| 39.31 \| \| 2025 \| Campeonato de Europa en pista cubierta \| Apeldoorn \| 4.º \| 60 m vallas \| 7.54 \| \| 2025 \| Campeonato de Europa en pista cubierta \| Apeldoorn \| 21.º (sf.) \| 60 m \| 6.68 \| \| 2025 \| Campeonato de Europa por Equipos \| Madrid \| 5.º \| 4 × 100 m \| 38.57 \| \| 2025 \| Campeonato de Europa Sub-23 \| Bergen \| Medalla de bronce \| 100 m \| 10.31 \| \| 2025 \| Campeonato de Europa Sub-23 \| Bergen \| Medalla de bronce \| 4 × 100 m \| 38.86 [n 1] \| | Representando a España \| Año \| Competición \| Sede \| Puesto \| Prueba \| Marca \| \| ---- \| -------------------------------------- \| --------- \| ----------------- \| ------------ \| ----------- \| \| 2021 \| Campeonato Europeo Sub-20 \| Tallin \| 11.º (sf.) \| 100 m vallas \| 13.88 \| \| 2024 \| Campeonato de Europa \| Roma \| 10.º (s.) \| 4 × 100 m \| 39.31 \| \| 2025 \| Campeonato de Europa en pista cubierta \| Apeldoorn \| 4.º \| 60 m vallas \| 7.54 \| \| 2025 \| Campeonato de Europa en pista cubierta \| Apeldoorn \| 21.º (sf.) \| 60 m \| 6.68 \| \| 2025 \| Campeonato de Europa por Equipos \| Madrid \| 5.º \| 4 × 100 m \| 38.57 \| \| 2025 \| Campeonato de Europa Sub-23 \| Bergen \| Medalla de bronce \| 100 m \| 10.31 \| \| 2025 \| Campeonato de Europa Sub-23 \| Bergen \| Medalla de bronce \| 4 × 100 m \| 38.86 [n 1] \| | Representando a España \| Año \| Competición \| Sede \| Puesto \| Prueba \| Marca \| \| ---- \| -------------------------------------- \| --------- \| ----------------- \| ------------ \| ----------- \| \| 2021 \| Campeonato Europeo Sub-20 \| Tallin \| 11.º (sf.) \| 100 m vallas \| 13.88 \| \| 2024 \| Campeonato de Europa \| Roma \| 10.º (s.) \| 4 × 100 m \| 39.31 \| \| 2025 \| Campeonato de Europa en pista cubierta \| Apeldoorn \| 4.º \| 60 m vallas \| 7.54 \| \| 2025 \| Campeonato de Europa en pista cubierta \| Apeldoorn \| 21.º (sf.) \| 60 m \| 6.68 \| \| 2025 \| Campeonato de Europa por Equipos \| Madrid \| 5.º \| 4 × 100 m \| 38.57 \| \| 2025 \| Campeonato de Europa Sub-23 \| Bergen \| Medalla de bronce \| 100 m \| 10.31 \| \| 2025 \| Campeonato de Europa Sub-23 \| Bergen \| Medalla de bronce \| 4 × 100 m \| 38.86 [n 1] \| | Representando a España \| Año \| Competición \| Sede \| Puesto \| Prueba \| Marca \| \| ---- \| -------------------------------------- \| --------- \| ----------------- \| ------------ \| ----------- \| \| 2021 \| Campeonato Europeo Sub-20 \| Tallin \| 11.º (sf.) \| 100 m vallas \| 13.88 \| \| 2024 \| Campeonato de Europa \| Roma \| 10.º (s.) \| 4 × 100 m \| 39.31 \| \| 2025 \| Campeonato de Europa en pista cubierta \| Apeldoorn \| 4.º \| 60 m vallas \| 7.54 \| \| 2025 \| Campeonato de Europa en pista cubierta \| Apeldoorn \| 21.º (sf.) \| 60 m \| 6.68 \| \| 2025 \| Campeonato de Europa por Equipos \| Madrid \| 5.º \| 4 × 100 m \| 38.57 \| \| 2025 \| Campeonato de Europa Sub-23 \| Bergen \| Medalla de bronce \| 100 m \| 10.31 \| \| 2025 \| Campeonato de Europa Sub-23 \| Bergen \| Medalla de bronce \| 4 × 100 m \| 38.86 [n 1] \| | Representando a España \| Año \| Competición \| Sede \| Puesto \| Prueba \| Marca \| \| ---- \| -------------------------------------- \| --------- \| ----------------- \| ------------ \| ----------- \| \| 2021 \| Campeonato Europeo Sub-20 \| Tallin \| 11.º (sf.) \| 100 m vallas \| 13.88 \| \| 2024 \| Campeonato de Europa \| Roma \| 10.º (s.) \| 4 × 100 m \| 39.31 \| \| 2025 \| Campeonato de Europa en pista cubierta \| Apeldoorn \| 4.º \| 60 m vallas \| 7.54 \| \| 2025 \| Campeonato de Europa en pista cubierta \| Apeldoorn \| 21.º (sf.) \| 60 m \| 6.68 \| \| 2025 \| Campeonato de Europa por Equipos \| Madrid \| 5.º \| 4 × 100 m \| 38.57 \| \| 2025 \| Campeonato de Europa Sub-23 \| Bergen \| Medalla de bronce \| 100 m \| 10.31 \| \| 2025 \| Campeonato de Europa Sub-23 \| Bergen \| Medalla de bronce \| 4 × 100 m \| 38.86 [n 1] \| | Representando a España \| Año \| Competición \| Sede \| Puesto \| Prueba \| Marca \| \| ---- \| -------------------------------------- \| --------- \| ----------------- \| ------------ \| ----------- \| \| 2021 \| Campeonato Europeo Sub-20 \| Tallin \| 11.º (sf.) \| 100 m vallas \| 13.88 \| \| 2024 \| Campeonato de Europa \| Roma \| 10.º (s.) \| 4 × 100 m \| 39.31 \| \| 2025 \| Campeonato de Europa en pista cubierta \| Apeldoorn \| 4.º \| 60 m vallas \| 7.54 \| \| 2025 \| Campeonato de Europa en pista cubierta \| Apeldoorn \| 21.º (sf.) \| 60 m \| 6.68 \| \| 2025 \| Campeonato de Europa por Equipos \| Madrid \| 5.º \| 4 × 100 m \| 38.57 \| \| 2025 \| Campeonato de Europa Sub-23 \| Bergen \| Medalla de bronce \| 100 m \| 10.31 \| \| 2025 \| Campeonato de Europa Sub-23 \| Bergen \| Medalla de bronce \| 4 × 100 m \| 38.86 [n 1] \| |
| Año | Competición | Sede | Puesto | Prueba | Marca |
| --- | --- | --- | --- | --- | --- |
| 2021 | Campeonato Europeo Sub-20 | Tallin | 11.º (sf.) | 100 m vallas | 13.88 |
| 2024 | Campeonato de Europa | Roma | 10.º (s.) | 4 × 100 m | 39.31 |
| 2025 | Campeonato de Europa en pista cubierta | Apeldoorn | 4.º | 60 m vallas | 7.54 |
| 2025 | Campeonato de Europa en pista cubierta | Apeldoorn | 21.º (sf.) | 60 m | 6.68 |
| 2025 | Campeonato de Europa por Equipos | Madrid | 5.º | 4 × 100 m | 38.57 |
| 2025 | Campeonato de Europa Sub-23 | Bergen | Medalla de bronce | 100 m | 10.31 |
| 2025 | Campeonato de Europa Sub-23 | Bergen | Medalla de bronce | 4 × 100 m | 38.86 |

1. ↑  En categoría sub-23